# BTS
BTS (en hangul, 방탄소년단; romanización revisada, Bangtan Sonyeondan; literalmente, «Boy Scouts a prueba de balas»), también conocido como Bangtan Boys o simplemente Bangtan, es un grupo musical surcoreano formado en 2013. Está compuesto por siete integrantes: Jin, Suga, J-Hope, RM, Jimin, V y Jungkook. A pesar de haber sido creado con un estilo principalmente hip hop, ha llegado a incorporar una gran variedad de géneros en su repertorio musical.
BTS debutó en 2013 bajo la compañía Big Hit Entertainment con el álbum sencillo 2 Cool 4 Skool. Un año después publicó sus primeros álbumes de estudio en coreano y en japonés, Dark & Wild y Wake Up respectivamente. Su segundo álbum de estudio, Wings (2016), fue el primero de sus discos del que se vendieron más de un millón de copias en Corea del Sur. Para 2017 entró al mercado musical global como el principal promotor de la ola coreana, especialmente en Estados Unidos. Fue el primer artista coreano en recibir una certificación de la Recording Industry Association of America (RIAA), con su sencillo «MIC Drop», y en encabezar la lista Billboard 200, con su disco Love Yourself: Tear (2018). En 2020 se convirtió en uno de los pocos grupos en tener cuatro álbumes número uno en EE. UU. en menos de dos años —hito que ninguna banda había alcanzado desde The Beatles (entre 1966 y 1968)—. En ese mismo año, su álbum recopilatorio Love Yourself: Answer (2018) fue el primer disco en coreano que obtuvo la certificación de platino por parte de la RIAA. Además, BTS llegó a ser el primer artista coreano en liderar simultáneamente la Billboard Global 200 y la Billboard Hot 100 con su sencillo —nominado a un premio Grammy— «Dynamite». Con sus siguientes temas —«Savage Love», «Life Goes On», «Butter» y «Permission to Dance»— fue el artista que acumuló más rápidamente cinco canciones número uno en EE. UU desde Justin Timberlake en 2006.
Actualmente, BTS es el artista con mayores ventas en la historia de Corea del Sur según Circle Chart, con más de treinta millones. Su álbum Map of the Soul: 7 es el disco más vendido en ese país, así como el primero del que se comercializaron cuatro y cinco millones de copias. También es el primer artista de habla no inglesa en dar un concierto —con todas las entradas agotadas— en el Estadio de Wembley (Love Yourself World Tour, 2019). Ha recibido numerosos reconocimientos, incluyendo múltiples American Music Awards, Billboard Music Awards, Golden Disc Awards y cinco nominaciones en los premios Grammy. Además, la Federación Internacional de la Industria Fonográfica (IFPI) lo nombró artista global del año de 2020 y 2021. 
Sus integrantes han participado en tres sesiones de la Asamblea General de las Naciones Unidas y crearon una campaña antiviolencia, llamada Love Myself, en colaboración con UNICEF en 2017. La revista Time los incluyó en la portada de su edición internacional como «Líderes de la nueva generación» y los apodó «Príncipes del Pop»; estuvieron entre las 25 personas más influyentes en Internet (2017-2019) y entre las 100 personas más influyentes en el mundo (2019). Además, en 2018 se convirtieron en los receptores más jóvenes de la Orden al Mérito Cultural, otorgada por el presidente de Corea del Sur por ayudar a expandir la cultura y el idioma coreano en el mundo.

## Nombre
BTS es una abreviatura de la expresión coreana Bangtan Sonyeondan (en hangul, 방탄소년단; en hanja, 防彈少年團), que literalmente significa «Chicos a prueba de balas». Según el miembro J-Hope, este hace referencia al deseo del grupo de «dejar de lado los estereotipos, críticas, y expectativas dirigidas como balas hacia los jóvenes». En Japón se lo conoce como Bōdan Shōnendan (防弾少年団?), que tiene una traducción similar. El 27 de julio de 2017 se anunció que BTS también sería un acrónimo de «Beyond The Scene [Más allá de la escena]» como parte de su nueva identidad de marca. Esto amplió el simbolismo de su nombre, que representaría además a una «juventud en evolución 'BTS' que se sobrepone a las realidades a las que se enfrenta y que sigue adelante».

## Historia

### 2010-2012: Formación y antecedentes
La formación de BTS empezó en 2010, después de que el CEO de Big Hit, Bang Si-hyuk, firmara un contrato con RM tras escucharlo rapear. El mismo año, la compañía realizó las audiciones Hit It, en las que Suga quedó en segundo lugar. Posteriormente se unió el resto de integrantes y, aunque la alineación se cambió en varias ocasiones, finalizó con Jin, Suga, J-Hope, RM, Jimin, V y Jungkook. El concepto original de BTS era similar al del grupo hip hop 1TYM de YG Entertainment; sin embargo, Bang Si-hyuk decidió que la juventud contemporánea necesitaba en su lugar «un héroe que les brindara apoyo». A pesar de que su debut se planificó para 2011 —para lo que colaboró con artistas como Lee Seung-gi, Lim Jeong-hee y 2AM—, este se pospuso para reorganizar la banda y convertirla en una de tipo idol más tradicional. Por otro lado, RM, Suga y J-Hope escribieron el tema «Paldogangsan» para promover la convocatoria Hit It de ese año, en el que emplearon sus dialectos locales en la letra debido a que el evento se llevó a cabo a nivel nacional.
Seis meses antes de debutar, el grupo empezó a ganar atención tanto por su presencia en redes sociales como por sus covers. Su canal de Youtube, BANGTANTV, y su blog se crearon el 16 y 21 de diciembre de 2012, respectivamente. En estas páginas los miembros publicaron algunas de las canciones en las que habían estado trabajando durante su tiempo como aprendices. «Rap Monster» de RM y «All I Do Is Win» de Suga se lanzaron el 22 de diciembre mediante Soundcloud, mientras que después aparecieron «School Of Tears» y «Graduation». En Youtube, BTS también subió vídeos con otro tipo de contenido, como vlogs, análisis de equipo musical o prácticas de canto y baile. Su cuenta personal de Twitter se registró el 13 de julio de 2011, pero no se comenzó a usar hasta el 17 de diciembre de 2012. El 21 de mayo de 2013, Big Hit cerró el blog que la banda había estado utilizando hasta ese momento y reveló en cambio su sitio web oficial, donde se mostraba una cuenta regresiva que acababa el día 27 de ese mes. En esta fecha se estrenó el tráiler de su primer álbum y tras esto se dieron a conocer progresivamente las imágenes promocionales de cada integrante.

### 2013-2014: Trilogía de la escuela yDark & Wild

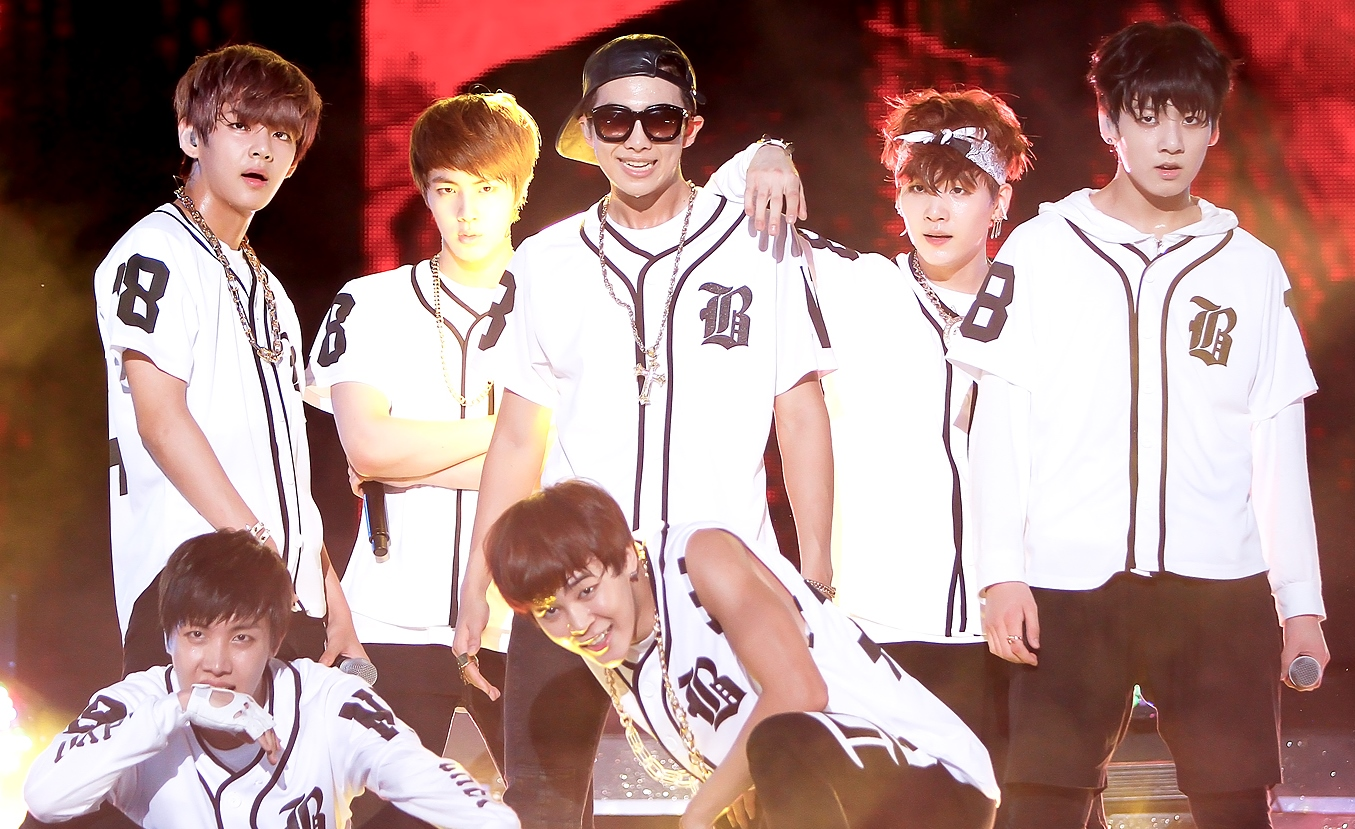
BTS en una presentación en el Incheon Music Center, el 14 de septiembre de 2013.

BTS publicó su primer álbum sencillo, 2 Cool 4 Skool, el 12 de junio de 2013, como la primera entrega de su serie «trilogía de la escuela». A pesar de que llegó a alcanzar el número 5 en Corea del Sur, el disco vendió solamente 24 441 copias en 2013. Por otra parte, los sencillos «No More Dream» y «We Are Bulletproof Pt.2» no tuvieron gran acogida, el primero entró en la lista de Gaon en el número 124 pero cayó rápidamente en esta, mientras que el segundo ni siquiera pudo entrar. En 2 Cool 4 Skool, BTS empleó un sonido old-school hip-hop junto con una imagen agresiva, y sus letras reflejaron principalmente los prejuicios hacia ellos, así como una crítica a la sociedad que subestima sus sueños, y su ansiedad y determinación ante el futuro. Como parte de la promoción del álbum el grupo apareció en varios programas de música surcoreanos, en los que mostró que a pesar de que carecía de experiencia, tenía potencial con su carisma y presencia en el escenario.
En septiembre llegó el primer miniálbum y la segunda parte de su serie, O!RUL8,2?, que tuvo como sencillo principal la canción «N.O». El tema se sitúo en el número 92 en Corea, en tanto que el disco llegó a la posición 4. Musicalmente, BTS no varió su sonido en comparación con 2 Cool 4 Skool, manteniendo los elementos rap con ritmos trap y melodías expresivas. En cuanto a sus letras, el EP amplió el tema de los sueños y la felicidad, además el grupo reveló su frustración por el difícil sistema educativo de Corea y su determinación a confrontar la idea de que los miembros tienen que probarse a sí mismos. A pesar de que BTS promocionó el disco con varias presentaciones en programas de música, su sencillo descendió en las listas. El mismo mes comenzó la emisión en SBS MTV del primer programa de variedades de la banda, Rookie King, en el que los miembros hicieron parodias de otros programas como VJ Special Forces y MasterChef Corea. Por otro lado, en noviembre realizó su primera actuación fuera de Corea del Sur, en el «7 See Concert» en Tailandia, y el 8 de diciembre tuvo lugar su primer concierto en Japón, «First Japan Showcase», para el que se añadieron más fechas en enero en Tokio y Osaka y al que acudieron 6 500 personas. A finales de año ganó el premio al «Mejor artista nuevo del año» en la quinta edición de los Melon Music Awards, los Golden Disk Awards, Seoul Music Awards, y Gaon Chart K-Pop Awards.
EL grupo publicó la última entrega de la «trilogía de la escuela», el segundo miniálbum, Skool Luv Affair, el 12 de febrero de 2014. El disco llegó a encabezar la Gaon Album Chart y vendió 100 000 copias en 2014. También marcó su primera entrada en la lista Billboard World Albums al alcanzar el número 3. Para su promoción, la banda presentó los sencillos «Boy In Luv» y «Just One Day», que se situaron en el número 45 y 149 respectivamente en Corea, además el tema «Boy In Luv» fue su primera canción en ser nominada a número uno en un programa de música. Si bien Skool Luv Affair conservó las influencias hip-hop de BTS, incorporó sonidos R&B y hard rock, mientras que temáticamente dio un giro hacia el amor, enfocado en la etapa escolar. Tras el lanzamiento del EP, el grupo tuvo su primer fan meeting en marzo ante una audiencia de 3 000 fanáticos en Seúl.

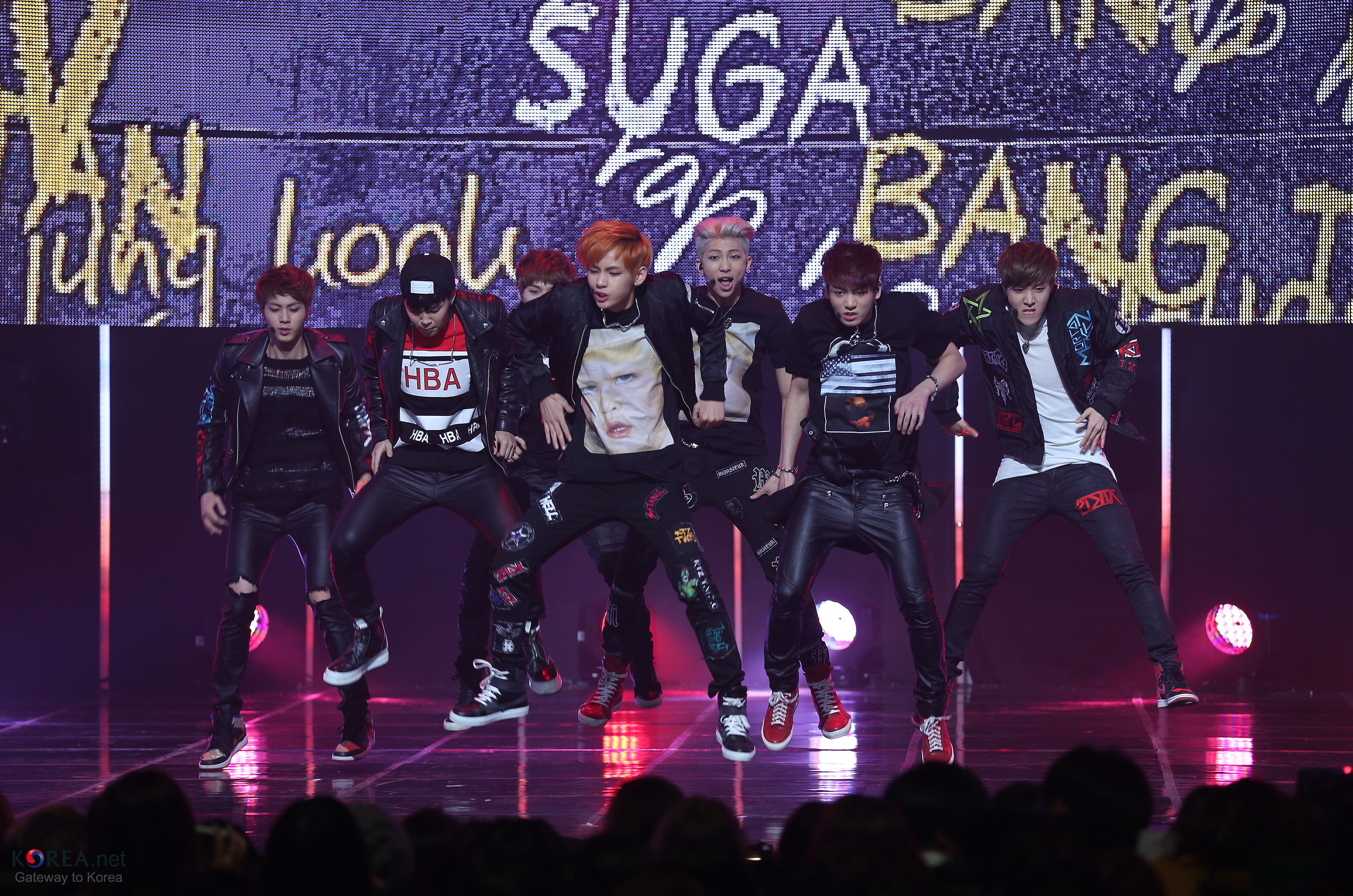
BTS interpretando «Boy In Luv» en el programa M! Countdown, el 6 de marzo de 2014.

El 4 de junio el grupo publicó su primer sencillo en Japón, que fue la versión en japonés de la canción «No More Dream»; el tema entró en el número 6 de la lista Oricon Daily Chart y en el número 4 de la Billboard Japón Top Single Sales al vender más de 32 000 unidades en su primera semana en el mercado. El 13 de junio acudió al Festival de Cultura Coreana de Moscú, creado por las organizaciones de turismo de Rusia y Corea del Sur; fue el único artista coreano invitado por Rusia. En tanto que a finales de mes, la banda viajó a Estados Unidos con el propósito de grabar su nuevo álbum de estudio. Además, durante su estancia en Los Ángeles grabó su segundo reality, American Hustle Life, que seguía a los miembros mientras aprendían sobre la cultura del hip-hop; el reality comenzó a emitirse en julio en la cadena Mnet. También realizó un concierto gratis en West Hollywood, ante 200 fanáticos, y continuó el verano con actuaciones en Alemania, Suecia y Brasil , en la que sería su primera visita a Europa y Sudamérica.
El 10 de agosto el grupo participó en el festival de música KCON en Los Ángeles, la primera edición a la que fueron invitados. Nueve días más tarde publicó su primer álbum de estudio, Dark & Wild, que ocupó el puesto 2 en Corea. La banda promocionó el disco con los temas «Danger» y «War Of Hormone», que alcanzaron el número 58 y 173 respectivamente. El álbum sirvió como una extensión narrativa de la «trilogía de la escuela» y una transición hacia su nueva serie; musicalmente fusionó los sonidos de rock de guitarra eléctrica con sus bases hip-hop, y continúo con la inclusión del R&B. El tema central de las letras de las canciones se enfocó en los sentimientos de madurez, deseos juveniles e impaciencia por el romance.
El primer concierto en solitario de la banda tuvo lugar el 17, 18 y 19 de octubre de 2014 en Seúl, con el que dio inicio a la gira BTS Live Trilogy Episode II: The Red Bullet. La primera parte de la misma los llevó por países asiáticos como Japón, Filipinas o Tailandia, mientras que en octubre del mismo año participaron en el programa especial de Music Bank realizado en la Arena Ciudad de México. En tanto que, el 24 de diciembre salió al mercado Wake Up, el primer álbum completo en japonés del grupo. Llegó al número 3 en la lista Oricon y al 2 en Billboard Japón puesto que se vendieron 2 715 copias del disco en las primeras veinticuatro horas tras su publicación. Mientras que en febrero de 2015 se llevó a cabo la primera gira del grupo en Japón, First Japanese Tour Wake Up: Open Your Eyes, que tuvo lugar en Tokio, Osaka, Nagoya y Fukuoka y para la que en total se vendieron 25 000 entradas. Posteriormente tuvo lugar el segundo concierto del grupo en Corea, BTS Live Episode I: BTS Begins, los días 28 y 29 de marzo y que acumuló alrededor de 6 500 entradas vendidas.

### 2015-2016:The Most Beautiful Moment in Life
Tras el éxito moderado de la trilogía de la escuela, BTS dio un cambio completo a su imagen y sonido. Con su siguiente serie, el grupo deseaba expresar la belleza y ansiedad de la «juventud», por lo que se decantó por el título «花樣年華», que puede ser interpretado como «el momento más hermoso en la vida». Es así como el proyecto The Most Beautiful Moment in Life comenzó el 29 de abril de 2015 con el lanzamiento de su tercer EP, The Most Beautiful Moment in Life, Part 1. Aunque el disco inicialmente explora el crecimiento y la agonía emocional de la juventud, culmina con una representación los lados alegres y edificantes de esta. Para quienes sintieron que el sonido anterior de BTS a veces resultaba agresivo, el álbum fue considerado una buena propuesta; fue el único incluido por Fuse en su lista «Los 27 mejores álbumes de 2015 hasta ahora». Comercialmente, vendió más de 70 000 copias en los primeros días y entró en la lista Billboard World Albums en el número 2. Además, con el sencillo principal «I Need U», el grupo consiguió su primera victoria en un programa de música en The Show, y alcanzó su primer top 5 en la lista de música Gaon en Corea del Sur.

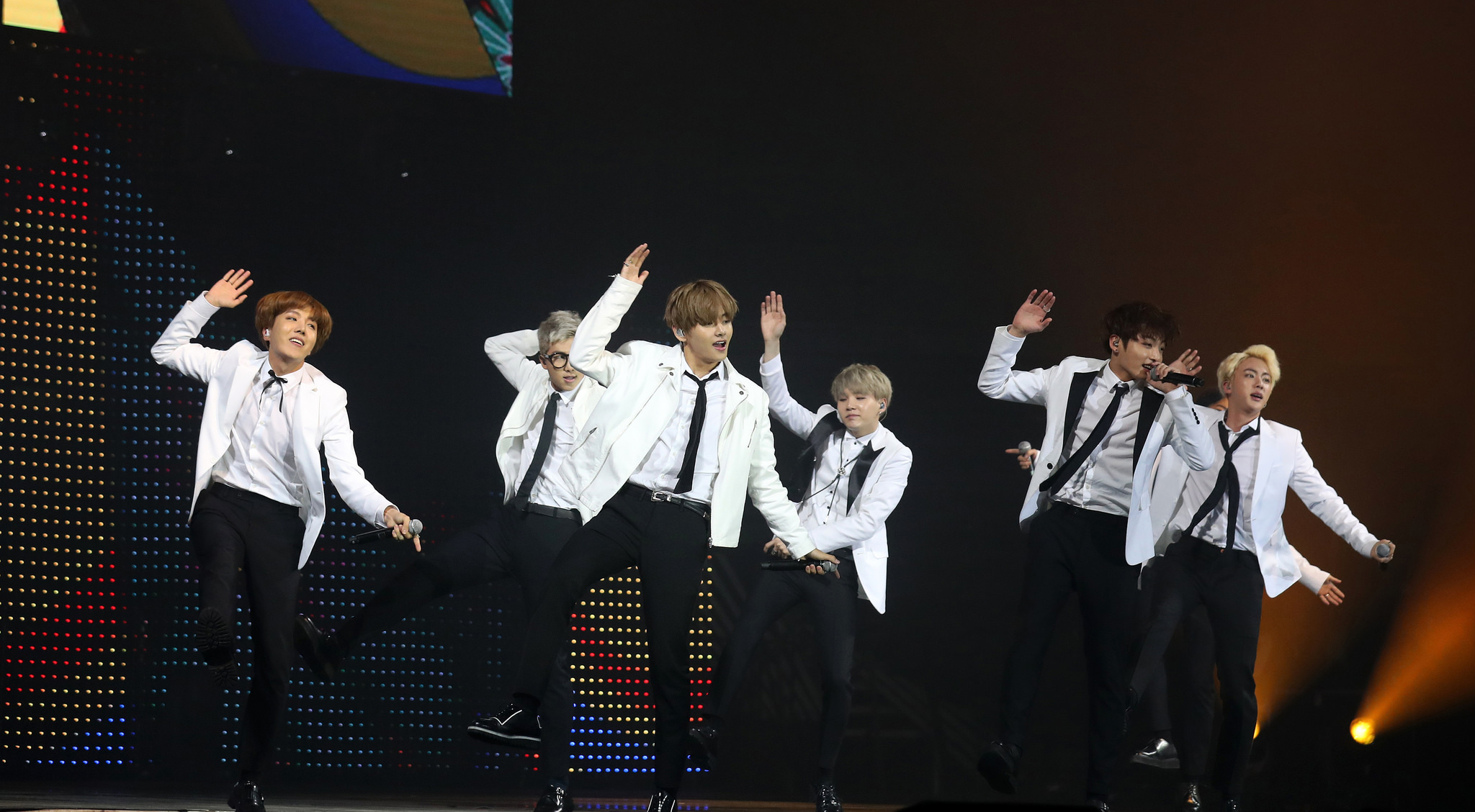
BTS en KCON France 2016 en París el 2 de junio de 2016.

A pesar de que el segundo sencillo del disco, «Dope», alcanzó el número 44 en la lista semanal de Gaon, en octubre su vídeo musical fue el primero de la banda en tener más de 100 millones de visitas en YouTube. Posteriormente, la canción entró en la Billboard World Digital Songs en la posición 3. Por otro lado, el 17 de junio publicó el cuarto sencillo en japonés, «For You», el primero original para el país nipón, que entró en la primera posición de la lista Oricon Weekly Chart al vender más de 70 000 copias en su primera semana en el mercado. Ese mismo mes comenzó la gira BTS Live Trilogy Episode II: The Red Bullet, que tuvo paradas en varias ciudades de Norteamérica, Sudamérica, Asia y Oceanía, y finalizó el 29 de agosto en Hong Kong, con una asistencia total de 80 000 personas. Durante el verano también realizó una gira de fan meetings por Japón a la que acudieron 18 000 fanáticos, mientras que en agosto participó los días 15 y 16 en el festival Summer Sonic, en Osaka y Tokio respectivamente.
En septiembre, BTS llevó a cabo la gira Highlight por Norteamérica en colaboración con la firma de ropa Community 54. Mientras que en noviembre inició la gira The Most Beautiful Moment In Life On Stage, y publicó su cuarto EP The Most Beautiful Moment in Life, Part 2. El disco se enfocó en los aspectos más serios de la juventud, y sus letras fueron más profundas y reflexivas en varios temas, tales como: la soledad, la búsqueda del éxito, y el sufrimiento de la generación joven debido a las condiciones desfavorables de la sociedad. Debido a esto fue bien recibido por los críticos, que elogiaron la mezcla del estilo de The Most Beautiful Moment in Life, Part 1 con la identidad inicial de BTS, en tanto que comercialmente el disco entró en el número 171 en la lista Billboard 200 y en el 1 en Billboard World Albums. Además, consiguió el número 1 en la lista Gaon Album Chart al vender más de 140 000 unidades en sus primeros días en el mercado. El sencillo principal, «Run», obtuvo varios premios en programas de música, incluyendo Music Bank, Show Champion y The Show.
Por otro lado, en octubre la banda ganó en la categoría «Mejor artista de Corea del Sur» en los MTV Europe Music Awards, en tanto que el 7 de noviembre recibió el premio por «Mejor coreografía masculina» en los Melon Music Awards, y el 2 de diciembre el premio al «Mejor intérprete mundial» en los Mnet Asian Music Awards. El 8 de diciembre el grupo publicó su quinto sencillo en japonés, «I Need U», del que vendieron más de 70 000 copias en la primera semana. Entró en el número 5 en la lista Oricon y en el 2 en Billboard Japón. El 15 de marzo de 2016 publicó el sexto sencillo en japonés, «Run», que vendió 53 000 copias en el primer día en el mercado. La canción entró en el número 6 de la lista Oricon del mes de marzo y en el número 2 de la lista de sencillos de Billboard Japón. Además el grupo participó en el festival KCON Abu Dabi el 25 de marzo, la cual fue su primera actuación en Oriente Próximo.

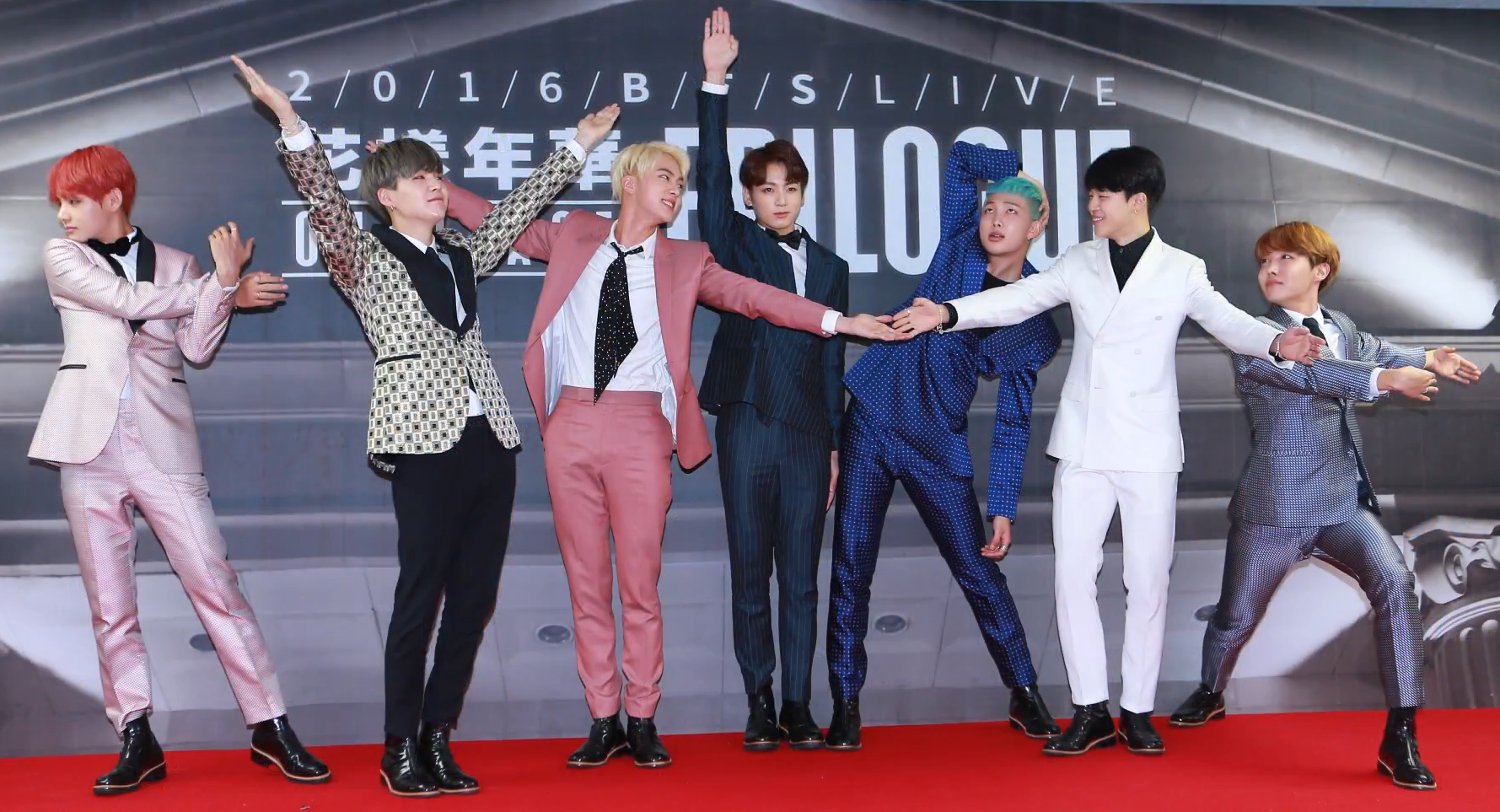
BTS en la conferencia de prensa de la gira The Most Beautiful Moment in Life On Stage: Epilogue, el 7 de mayo de 2016.

El grupo culminó su serie de la «juventud» en 2016 al publicar el álbum recopilatorio The Most Beautiful Moment in Life: Young Forever, el 2 de mayo. Este incluyó canciones de las dos entregas anteriores del proyecto, junto con remixes y tres sencillos nuevos: «Fire», «Save Me» y «Epilogue: Young Forever», que ocuparon las tres primeras posiciones de la lista de World Digital Songs; un logro que no había conseguido ningún artista surcoreano. El disco encabezó la lista semanal de Gaon, y entró tanto en la Billboard 200 como en la Billboard World Albums, en el número 107 y 2 respectivamente; fue el álbum más vendido del mes de mayo en Corea del Sur, con 310 243 copias.
Fue considerado como uno de los más importantes en la carrera de la banda por ser capaz de alcanzar un balance entre el atractivo popular y el sonido característico y energía de BTS. La pista «Epilogue: Young Forever», que fue producida por RM, fue descrita como una «obra maestra que condensa la esencia y el sentimiento de todos los temas de la serie de la juventud».
En tanto que el 7 y 8 de mayo, la banda comenzó en Seúl la gira The Most Beautiful Moment in Life On Stage: Epilogue, con la que promovió todos los álbumes de la serie The Most Beautiful Moment in Life. Las 24 000 entradas puestas a la venta para los dos conciertos de Seúl se agotaron en segundos. La gira continuó durante el verano con paradas en Taiwán, China, Japón, Filipinas y Tailandia, y reunió un total de 144 000 espectadores en diez ciudades. El grupo también participó en tres ediciones del festival KCON: el 2 de junio en Francia, la primera celebrada en Europa; el 25 de junio en Nueva York, y el 31 de julio en Los Ángeles. El 29 de agosto actuó delante de 55 000 personas en el festival A-Nation, el mayor que se celebra en Japón. Por otro lado, el 7 de septiembre de 2016 BTS lanzó su segundo álbum en japonés, Youth, que consiguió el número 1 en la lista Oricon Daily Album Chart al vender más de 44 000 copias en el primer día tras su publicación.

### 2016-2017:Wings
El 5 de septiembre de 2016, Big Hit lanzó el corto Wings Short Film #1 BEGIN; el primero de siete que sirvieron como adelanto del segundo álbum de estudio del grupo, Wings, que fue publicado finalmente el 10 de octubre del mismo año en cuatro versiones diferentes. Con este disco, BTS transformó nuevamente su estilo y mostró una mayor madurez artística al combinar los temas de la juventud —presentados en su anterior serie— con la tentación y la adversidad. Además, los solos de cada miembro mostraron su potencial e individualidad como músicos independientes. Wings recibió comentarios positivos por parte de los críticos musicales: Nick Murray de Rolling Stone lo nombró «uno de los álbumes pop más ambiciosos en cuanto a concepto y sonido de 2016», en tanto que Fuse elogió el «material vulnerable y honesto de las canciones». En cuanto a su desempeño comercial, el disco acumuló alrededor de 500 000 copias en su primera semana de preventa, y alcanzó el número 1 en la lista Gaon Album Chart en Corea del Sur. También consiguió entrar en la Billboard 200 en el número 26 y con ello se convirtió en el álbum coreano mejor posicionado en la lista, en el único en permanecer en ella dos semanas y en el álbum coreano con mayores ventas en una semana, con 16 000 unidades vendidas y casi 22 000 en total hasta su segunda semana en la lista. Wings fue el primer álbum surcoreano en entrar en el UK Album Chart al posicionarse en el número 62, asimismo el grupo batió su propio récord al entrar en la Billboard Canadian Albums en el número 19, siendo el único artista surcoreano en estar en la lista.

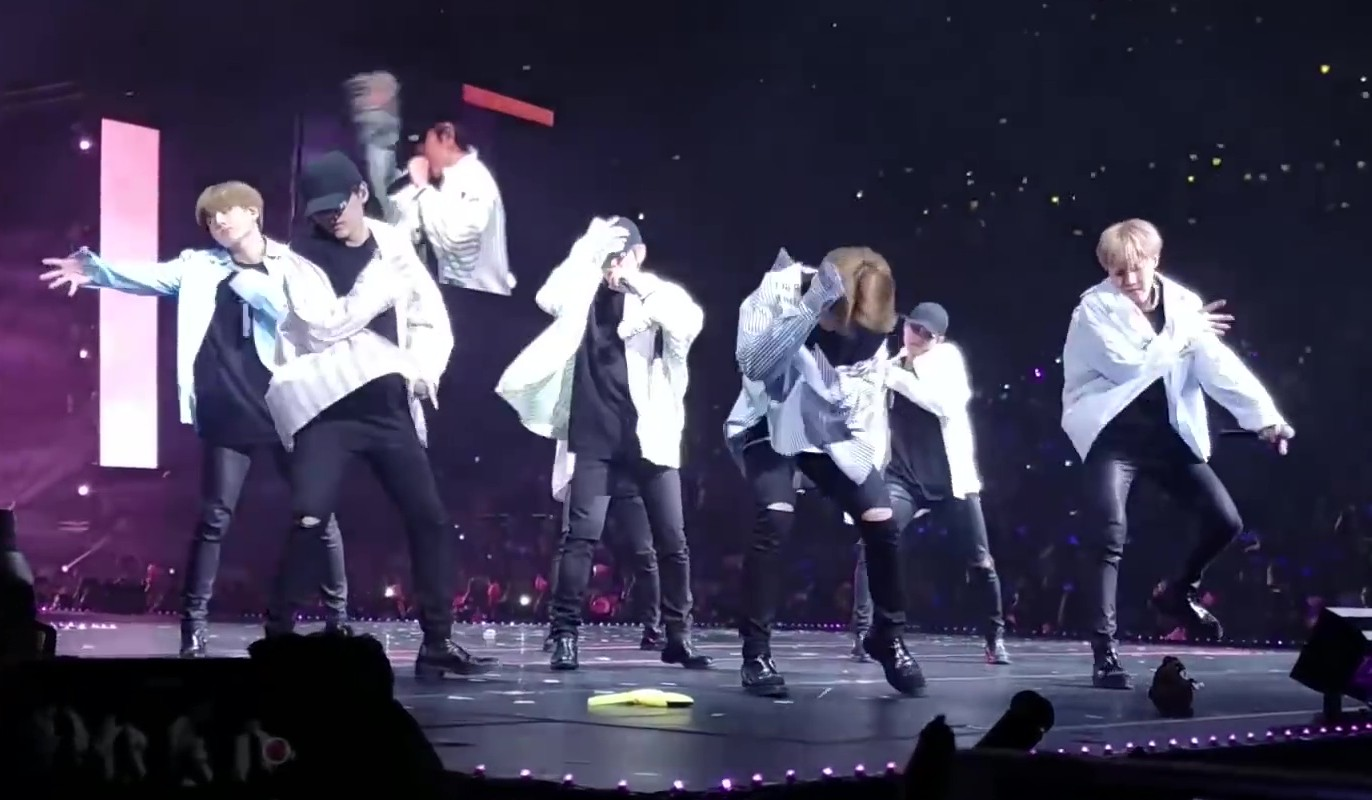
BTS interpretando «Spring Day» durante su gira The Wings Tour, en abril de 2017 en Anaheim, Estados Unidos.

Por otro lado, el sencillo «Blood Sweat & Tears» fue la primera canción de la banda en encabezar la lista semanal Gaon Digital Chart, mientras que su vídeo musical alcanzó 10 millones de visitas en aproximadamente 43 horas, con lo que se convirtió en el vídeo de un grupo de K-pop que alcanzó más rápidamente esa cifra. Para el final de 2016 se habían vendido más de 1.5 millones de copias de Wings, por lo que fue el primer disco de BTS en vender más de 1 millón de copias. Además, el grupo recibió la mención del Ministro de Cultura en los Korea Pop Culture and Arts Awards por su labor de difusión de la cultura coreana alrededor del mundo, y en noviembre ganó su primer premio daesang en los Melon Music Awards, en la categoría de «Álbum del año», por The Most Beautiful Moment in Life: Young Forever, así como el premio al «Artista del año» en los Mnet Asian Music Awards.
El 13 de febrero de 2017, BTS publicó la reedición de Wings, titulada You Never Walk Alone, que incluyó 4 canciones nuevas en las que el grupo complementó los temas que trató en Wings con sentimientos de consuelo y apoyo. Las preventas del álbum alcanzaron más de 700 000 copias, mientras que el sencillo principal, «Spring Day», entró en ocho de las principales listas de música en línea surcoreanas, incluyendo Gaon, en tanto que la plataforma del servicio de música Melon colapsó debido a la gran afluencia de usuarios. El tema también ingresó a la lista Billboard Bubbling Under Hot 100 Singles en el número 15. En general, este fue descrito como un «estudio inteligente, persuasivo y elegantemente refrenado sobre la pérdida y la nostalgia» que «evade deliberadamente el cliché y el drama»; la canción es considerada como una de las más importantes en el repertorio de BTS puesto que le permitió a la banda mostrar una nueva estética y letras, que atrajeron a fanáticos de diversas edades. Posteriormente, el grupo ganó en la categoría «Mejor canción del año» en los MelOn Music Awards de 2017.

Tras el lanzamiento del álbum, BTS se embarcó en su gira, BTS Live Trilogy. Episode III: The Wings Tour, desde febrero hasta diciembre. Comenzó el 18 de febrero de 2017 en Seúl, en el Gocheok Sky Dome, y continuó con paradas en 12 países, incluyendo Australia, Japón, Chile, Brasil y Estados Unidos; en total atrajo alrededor de 550 000 personas.

### 2017-2018:Love Yourselfy reconocimiento internacional
En mayo de 2017, BTS ganó el premio «Top Social Artist» en los Billboard Music Awards, por lo que fue el primer artista coreano en obtener este reconocimiento. El grupo también formó parte del proyecto del aniversario 25 de Seo Taiji, «Time: Traveler», para el que realizó una adaptación del tema «Come Back Home» (1995) en la que añadió letras en las que aboga por el cambio social, similares a las de las canciones de Seo Taiji. En septiembre, los miembros de la banda fueron invitados por Seo Taiji para que se presenten como vocalistas y bailarines de apoyo en su concierto en el Estadio Olímpico de Seúl; Seo Taiji reconoció el parecido de las temáticas de BTS con las de su música y lo nombró su sucesor musical, al respecto comentó: «Esta es su generación ahora».

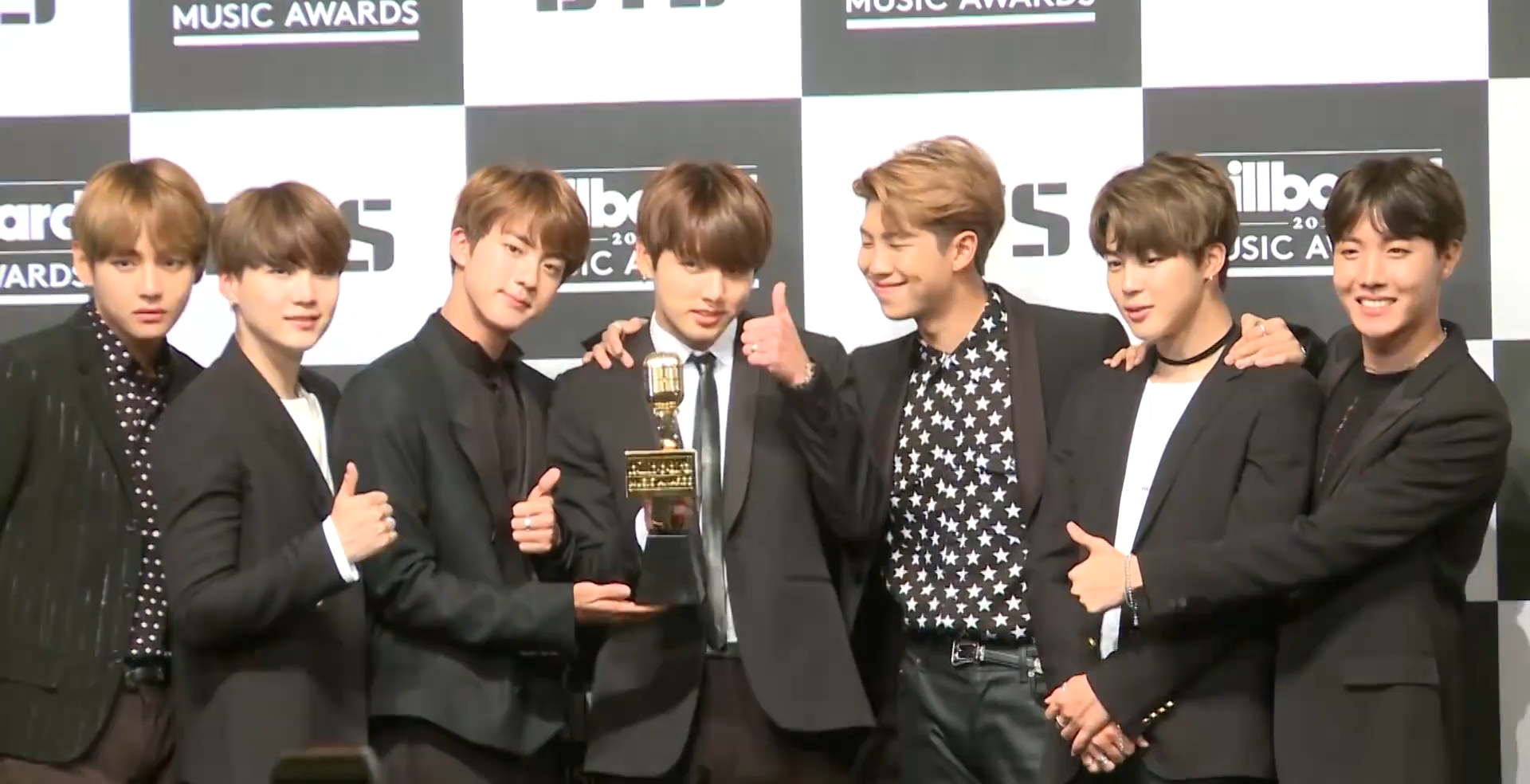
BTS en su conferencia de prensa en Seúl, tras ganar el premio «Top Social Artist» en los Billboard Music Award el 21 de mayo de 2017.

El grupo dio inicio a una nueva serie, llamada Love Yourself, con la publicación de su quinto miniálbum, Love Yourself: Her, el 18 de septiembre de 2017, el cual contó con la participación de Andrew Taggart de The Chainsmokers para la música de la canción «Best of Me». En su secuencia narrativa, el EP representó el «desarrollo» (承) del proyecto, además de ser considerado uno de los principales puntos de inflexión en la carrera de BTS. Comercialmente, el disco tuvo gran éxito ya que alcanzó la séptima posición de la lista Billboard 200; esta fue la más alta posición obtenida por un artista coreano, y vendió más de 1.2 millones de copias en Corea del Sur, por lo que llegó a ser el álbum con mayores ventas mensuales de los últimos 16 años, detrás del álbum Chapter 4 de G.o.d. en 2001. En tanto que el sencillo principal, «DNA», llegó al número 2 en la lista semanal Gaon Chart, y su video musical obtuvo más de 20 millones de visitas en YouTube, lo que rompió el récord del video de K-pop más visto en las primeras 24 horas después de su publicación. El tema también fue la primera canción del grupo en entrar en la Billboard Hot 100 en el número 85, por lo que BTS se convirtió en el primer grupo de K-pop y el segundo artista coreano en conseguir este logro. Cuando «DNA» subió hasta el puesto 67 alcanzó la mayor posición para un grupo de K-pop en la lista y superó el récord de Wonder Girls, que llegó al número 76.
Un remix del tema «MIC Drop», realizado por Steve Aoki y que contó con la participación del rapero Desiigner, se lanzó como el segundo sencillo del álbum. El tema se ubicó en el número 23 en Corea del Sur, y en el número 28 en la Billboard Hot 100, por lo que fue la primera canción de un grupo de K-pop en entrar en el top 40 de la lista. Las versiones en japonés de «DNA» y «MIC Drop» se lanzaron posteriormente como un sencillo triple en Japón junto a una nueva canción llamada «Crystal Snow». Esta última alcanzó el primer lugar en la Oricon Chart, lo que la convirtió en el sencillo más vendido en una semana por parte de un artista de K-pop. Además, esto hizo que BTS fuera el primer artista extranjero en conseguirlo. Por otro lado, en noviembre se convirtió en el primer grupo de K-pop en presentarse en los American Music Awards, lo que aumentó su popularidad a nivel internacional. El mes siguiente participó en el Especial de Año Nuevo de Dick Clark, de modo que fue el primer grupo surcoreano en formar parte del programa. Asimismo hizo su debut en la televisión japonesa el 23 de diciembre en el Japan Music Station Super Live de TV Asahi, y ganó su segundo premio al «Artista del año» en los Mnet Asian Music Awards, por lo que se convirtió en el primer artista en recibir dicho galardón por dos años consecutivos.

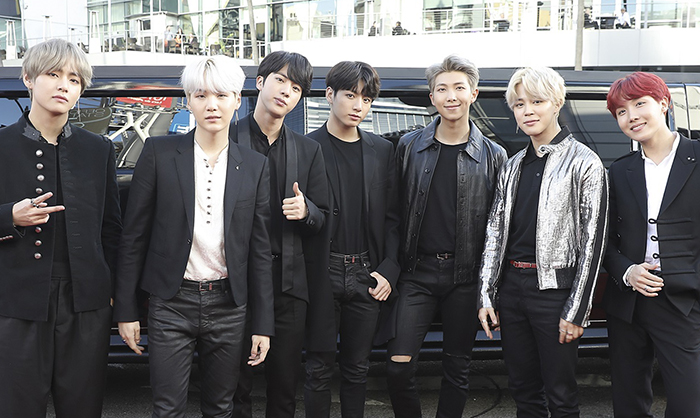
BTS en los American Music Awards, antes de realizar su debut televisivo en Estados Unidos el 19 de noviembre de 2017.

En enero de 2018, la Recording Industry Association of Japan anunció la primera certificación doble platino de BTS por su sencillo «MIC Drop/DNA/Crystal Snow», el único álbum sencillo de un artista extranjero en vender más de 500 000 copias y recibir una certificación en la lista Oricon durante 2017. En este mes BTS se convirtió en el primer artista que no pertenece a las «Tres Grandes» compañías de entretenimiento surcoreanas (SM, YG y JYP) en ganar el premio Daesang, tanto en los Golden Disk Awards como en los Seoul Music Awards. En febrero, tanto el sencillo «DNA» como el remix de «MIC Drop» recibieron la certificación de oro por la RIAA. Además, el 13 de marzo se anunció que BTS colaboraría con la plataforma YouTube Red para publicar una serie documental de ocho episodios llamada Burn The Stage, que ofrece una mirada detrás de escenas de su gira Wings Tour. Los primeros dos episodios se estrenaron el 28 de marzo en YouTube Red; un nuevo capítulo salió al aire cada semana hasta el 9 de mayo. El 4 de abril publicó su tercer álbum de estudio en japonés Face Yourself, el cual debutó en el número 43 de la Billboard 200, con lo que se convirtió en el tercer álbum japonés en alcanzar una posición alta en la historia de la lista. Más tarde ese mismo día, el grupo reveló un video de nueve minutos titulado «Euphoria: Theme of Love Yourself: Wonder», que incluyó la canción «Euphoria» y representó el «comienzo» (起) de la narrativa Love Yourself.
El 18 de mayo, BTS publicó su tercer álbum de estudio, Love Yourself: Tear, que fue el «giro» (轉) de la serie; en cuanto a los temas que el grupo abordó están la comprensión del amor no correspondido y el ánimo a quienes carecen de sueños. La banda promocionó el sencillo principal del álbum, «Fake Love», en los Billboard Music Awards, que se celebraron el 20 de mayo. En la ceremonia también recibió nuevamente el premio «Top Social Artist», por lo que se convirtió en el primer artista coreano en obtener dicho galardón dos años seguidos. Por otro lado, el disco recibió buenos comentarios de los críticos musicales, que lo calificaron como «uno de sus álbumes más cohesivos temáticamente y a la vez variados en sonido». Comercialmente, fue uno de los álbumes más exitosos de BTS, tanto a nivel doméstico como internacional puesto que alcanzó el número 1 en la lista Billboard 200 en Estados Unidos al vender 135 000 unidades (incluyendo 100 000 ventas puras), y con ello fue el primer álbum número uno de BTS en este país y el álbum mejor posicionado de un artista asiático. «FAKE LOVE» entró en el puesto 10 en la Billboard Hot 100 esa misma semana, y fue la primera canción del grupo en entrar en el top 10. En general, el tema es la decimoséptima canción en un idioma distinto al inglés en alcanzar el top 10, y la primera para un grupo de K-pop en ingresar a la lista. El sencillo también se posicionó en el número 7 de la lista Streaming Songs de Billboard con 27.4 millones de streams en la semana del 24 de mayo. Debido a esto se convirtió en la primera canción de K-pop en estar entre las primeras posiciones desde «Hangover», de PSY con Snoop Dog en 2014. El 14 de agosto, la RIAA confirmó que «FAKE LOVE» alcanzó la certificación de oro al haber vendido más de 500 000 copias en unidades SPS, por lo cual llegó a ser la tercera canción de BTS en obtener esta distinción. Love Yourself: Tear también alcanzó el número 8 en la UK Albums Chart, y con ello marcó el primer top 10 del grupo en el Reino Unido.

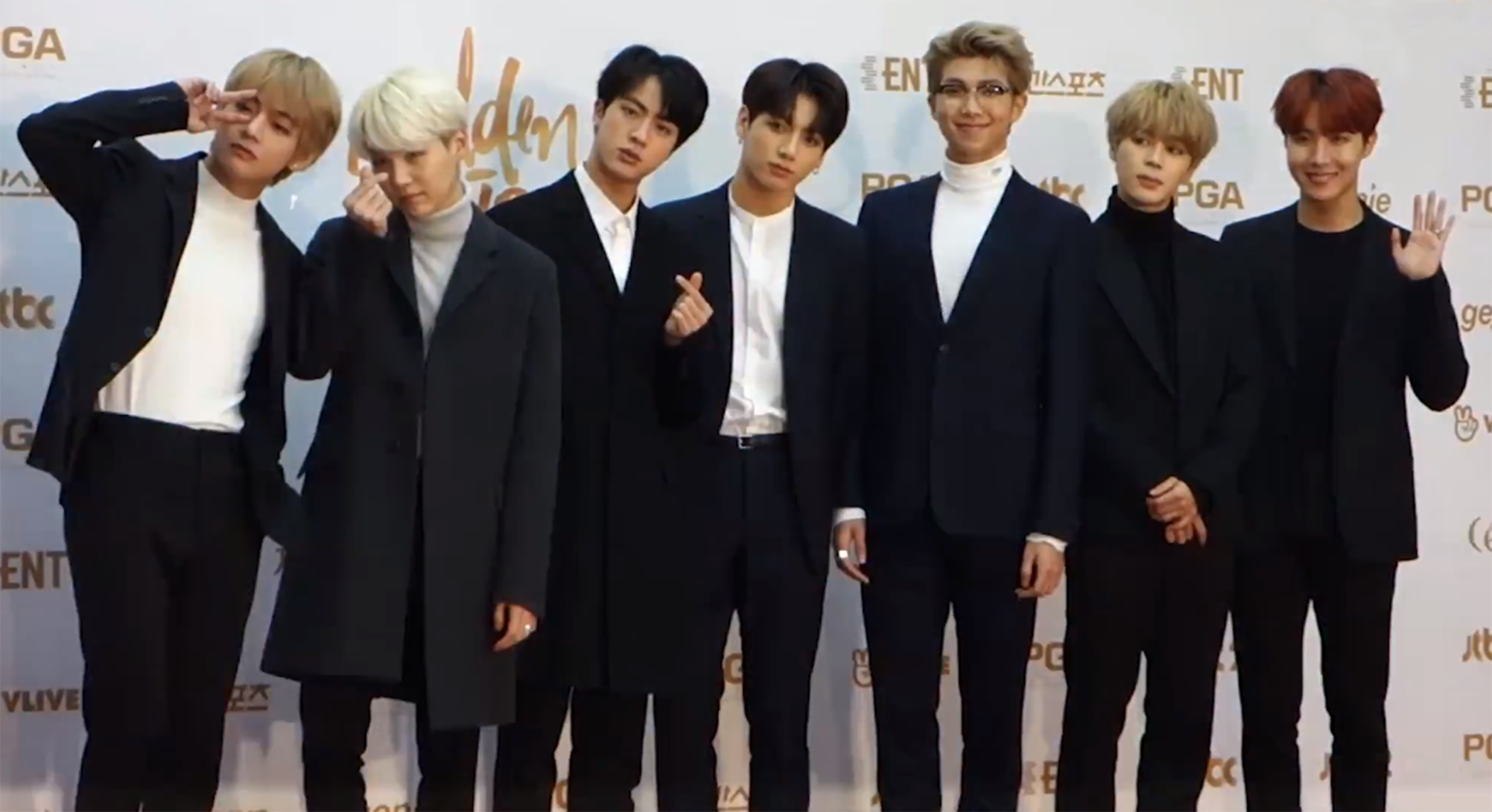
BTS en los Premios Golden Disk de 2018, donde por primera vez fue el ganador del Gran Premio (Disk Daesang) por su álbum Love Yourself: Her.

La serie Love Yourself culminó con el lanzamiento del tercer álbum recopilatorio en coreano de la banda, Love Yourself: Answer, es decir la «conclusión» (結), el 24 de agosto de 2018, en el que se incluyeron canciones de sus discos anteriores (Her y Tear) junto con 7 pistas adicionales. El grupo publicó el álbum junto con el vídeo musical del sencillo principal, «IDOL», que también contó con una versión alternativa con la participación de Nicki Minaj, sin embargo el vídeo para esta colaboración fue lanzado el 6 de septiembre. El vídeo oficial del sencillo recibió más de 45 millones de visitas en las primeras 24 horas tras su publicación, y con ello superó el récord previo de la canción «Look What You Made Me Do» de Taylor Swift. Por otro lado, Love Yourself: Answer vendió más de 1.9 millones de copias en la lista Gaon Album Chart en agosto de 2018, y con ello batió nuevamente el récord mensual de todos los tiempos de la lista. Además, debutó en la primera posición de la Billboard 200, lo que convirtió a BTS en el único artista coreano en entrar dos veces en la lista y el primer artista pop con dos álbumes número 1 en menos de un año desde que One Direction encabezó la lista con Midnight Memories en 2013 y Four en 2014.
Su gira mundial de 2018, llamada BTS World Tour: Love Yourself empezó en Seúl un día después de la publicación del álbum, e incluyó fechas en varios países de Norteamérica, Europa y Asia. Esta recibió reseñas positivas de los críticos: Philip Cosores, de Uproxx, describió las cuatro presentaciones del grupo en el Staples Center como una «experiencia multicultural» donde la música se sobrepone a cualquier barrera idiomática, en tanto que Crystal Bell, de MTV, dijo que «BTS ha creado un espectáculo tan cautivador, inclusivo, y visualmente asombroso que ha consolidado a la boy band como uno de los actos más vitales en la música pop hoy en día». Por otra parte, el 25 de octubre el DJ Steve Aoki lanzó la canción «Waste It on Me» en colaboración con BTS, que fue interpretada en su mayoría por los miembros RM y Jungkook. Este fue el primer tema cantado completamente en inglés por parte del grupo. El mismo mes, todos los miembros renovaron su contrato con Big Hit Entertainment hasta 2026.
El 9 de noviembre de 2018 la RIAA informó que tanto el álbum Love Yourself: Answer como el remix del sencillo «Mic Drop»» recibieron la certificación de oro y platino respectivamente, por lo que BTS fue el primer artista coreano en obtener dicho reconocimiento. Por otro lado, el día 15 del mismo mes el grupo lanzó la película Burn the Stage: The Movie a nivel mundial. La cinta acumuló $1.2 millones en su primer día y un total de $3.54 millones en todo el fin de semana en Estados Unidos, con lo que rompió el récord de la más grande recaudación para una producción musical de cine, que pertenecía anteriormente a One Direction. Por otro lado, en noviembre de 2018 un programa de música japonés canceló la presentación de BTS debido a una controversia respecto a una camiseta; uno de los miembros del grupo había usado un año antes una prenda que contenía una imagen de la nube de hongo formada tras el lanzamiento de la bomba atómica en Nagasaki. El mismo mes, la organización judía para los derechos humanos, Centro Simon Wiesenthal (SWC), declaró que la banda le debía a las víctimas del nazismo y a los japoneses una disculpa, tanto por este incidente como por colocar banderas con una imagen similar a la esvástica nazi en uno de sus conciertos, y usar ropa con simbolismo nazi en una sesión de fotos. Posteriormente, Big Hit Entertainment dio una disculpa alegando que no pretendían herir a las víctimas del nazismo o de las bombas atómicas, y que tanto la banda como su equipo tomarían medidas para prevenir errores. También aclaró que el objetivo de las banderas era ser un comentario sobre el sistema educativo de Corea. La disculpa fue aceptada por SWC y la Korean Atomic Bomb Victim Association.
Para el final de 2018, BTS ganó el premio al «Artista del año» en los Melon Music Awards, Mnet Asian Music Awards, y Asia Artist Awards, y ocupó el puesto 8 en la lista de fin de año «Top Artist» de Billboard. También fue el segundo artista del año en la categoría «Dúo/Grupo», por detrás de Imagine Dragons, y fue incluido en la lista Bloomberg 50 debido a su «disposición para abordar problemas sociales, salud mental, y política, a pesar de pertenecer a un género que a menudo es descrito como bubble gum pop». En general, el grupo vendió más de 10 millones de álbumes únicamente en Corea del Sur y 5 millones solo en este año.

### 2019:Map of the Soul: PersonayBTS World
En febrero de 2019, el grupo asistió a la 61.ª edición de los Premios Grammy para presentar el premio al «Mejor álbum de R&B». Esta fue la primera vez que la banda formó parte de este evento después de su aparición en el Museo de los Grammy en Los Ángeles en 2018.
En abril, BTS se convirtió en el primer artista asiático en sobrepasar 5 mil millones de streams en Spotify, además de ser nombrados como una de las personalidades más importantes de 2019 por la revista Time, en la lista Time 100. El 12 de abril, Big Hit Entertainment publicó el sexto EP del grupo, Map of the Soul: Persona, junto con el vídeo musical del sencillo principal del disco, «Boy With Luv», que contó con la participación de la cantante estadounidense Halsey. Posterior al lanzamiento del EP, BTS realizó una presentación Saturday Night Live; su aparición se anticipó como una de las más importantes en la historia del programa. Con el álbum, la banda se convirtió en el primer artista coreano en alcanzar el número 1 en las listas de Reino Unido y Australia, además de llegar a ser el primer grupo tradicional en tener 3 álbumes número 1 en la lista Billboard 200 en menos de un año, desde The Beatles en 1995. El EP fue el álbum físico con mayores ventas en 2019 en Estados Unidos, con alrededor de 312 000 unidades vendidas. Map of the Soul: Persona se convirtió en el álbum más vendido de todos los tiempos en Corea del Sur, con más de 3.2 millones de ventas en menos de un mes. Antes de BTS, los discos más vendidos incluían únicamente álbumes de finales de los 90s, de manera que el grupo fue el único artista formado después del año 2000 en alcanzar el top 10 de la lista. El sencillo, «Boy With Luv», debutó en el número 8 de la Billboard Hot 100, la mayor posición alcanzada por un grupo coreano, en tanto que su vídeo musical superó el récord del vídeo más visto de YouTube en 24 horas tras su publicación al acumular 74.6 millones de visitas. La canción fue certificada en varios países, incluyendo Australia, donde alcanzó la certificación de oro por vender 35 000 unidades, mientras que en Estados Unidos, la RIAA le otorgó la certificación de platino al haber sobrepasado el millón de unidades vendidas. También fue certificada como plata por la BPI, al vender más de 200 000 unidades por lo que fue el primer sencillo de BTS en obtener una certificación en Reino Unido. Asimismo, Map of the Soul: Persona recibió la certificación de plata y de oro, en Reino Unido y Francia respectivamente.

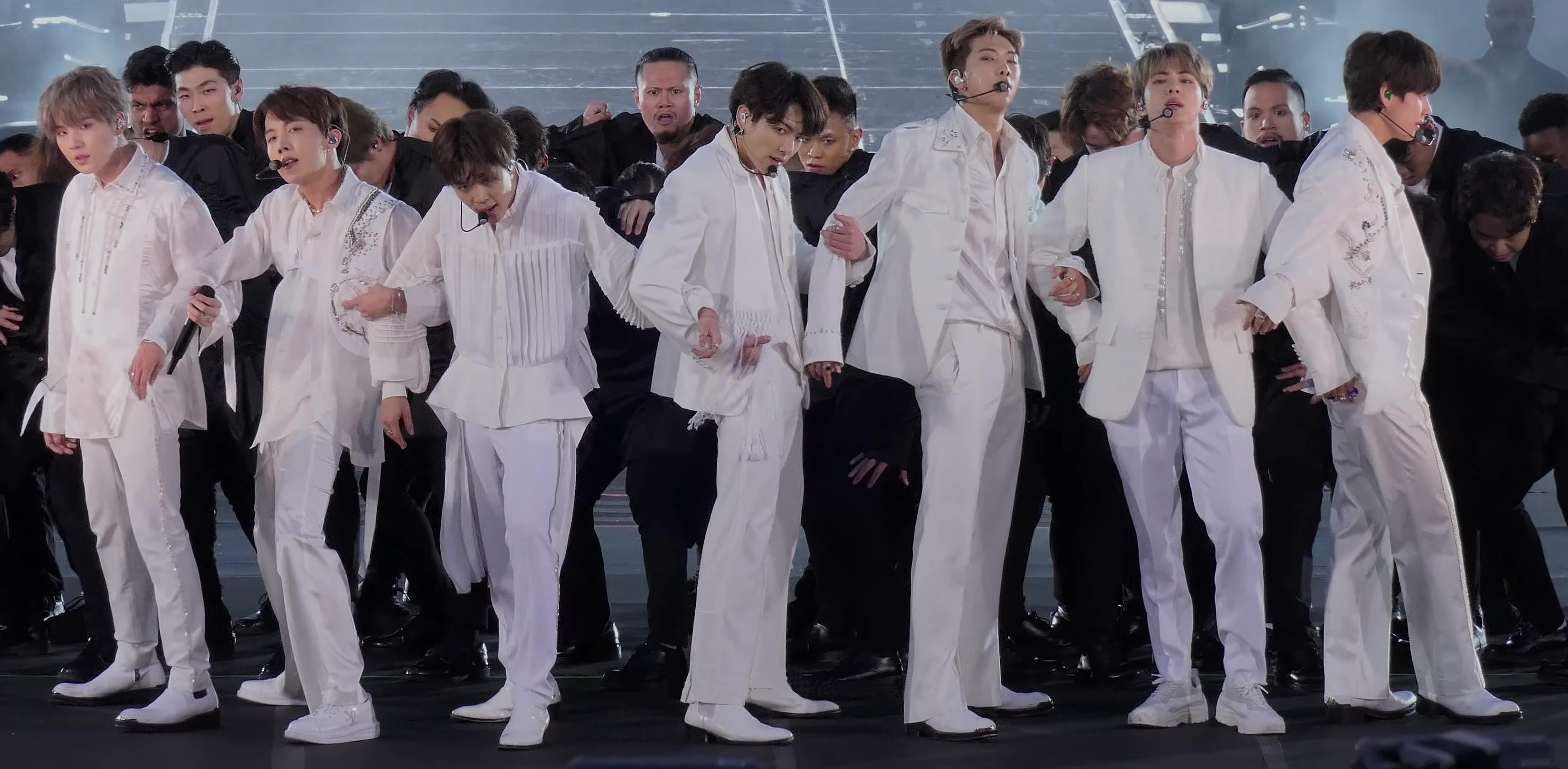
BTS interpretando «Not Today», el 18 de mayo de 2019 en el MetLife Stadium.

Tras ganar dos premios en los Billboard Music Awards en mayo, entre ellos en la categoría «Top Dúo/Grupo», BTS inició su gira mundial, Love Yourself: Speak Yourself, con fechas en el Estadio de Wembley, Stade de France, MetLife Stadium, Rose Bowl y Allianz Parque. Con esto, el grupo fue el primer artista asiático y de habla no inglesa en presentarse y vender todas las entradas disponibles en el Estadio de Wembley. Por otro lado, sus conciertos en el Rose Bowl rompieron el récord al evento de mayor recaudación en taquilla en la historia del estadio, superando a Taylor Swift y U2. Los boletos se agotaron en dos horas, por lo que se añadieron más fechas debido a la alta demanda. Durante la gira, BTS se presentó en el programa The Late Show with Stephen Colbert, y dio inicio a la serie de conciertos de verano de Good Morning America en Central Park, en Manhattan. También realizó presentaciones en el episodio final del programa The Voice y en la semifinal de Britain's Got Talent.
Previo al lanzamiento de su juego para móviles, BTS World, en junio de 2019, BTS publicó tres sencillos en los que colaboró con otros artistas: «Dream Glow», con la cantante inglesa Charli XCX; «A Brand New Day», con la cantante sueca Zara Larsson; y «All Night», con el rapero estadounidense Juice Wrld. El grupo también lanzó la canción «Heartbeat», junto con un vídeo musical, que forma parte de la banda sonora oficial del juego, BTS World: Original Soundtrack. El álbum fue certificado como doble platino por Gaon el 8 de agosto al superar las 500 000 copias vendidas, por lo que fue la primera banda sonora en recibir la certificación desde que Gaon implementó el sistema en 2018. El juego fue desarrollado por la compañía Netmarble y fue publicado el 26 de junio para los sistemas iOS y Android en más de 175 países. El 3 de julio, BTS lanzó su décimo sencillo en japonés, «Lights»; las preórdenes superaron el millón de copias, y con ello el grupo rompió el récord de ventas para un artista extranjero, establecido anteriormente por Celine Dion en 1995 con el sencillo «To Love You More», además de ser el primer artista coreano en vender dicha cantidad para un sencillo en Japón. Lights recibió la certificación de millón por parte de la RIAJ el 8 de agosto; la primera vez que el grupo alcanzó este logro en Japón desde su debut.
Love Yourself: Her y Love Yourself: Tear sobrepasaron las 2 millones de copias en agosto. Gaon le otorgó a este último la certificación de doble millón. Es el segundo álbum de BTS en conseguirlo, después de Love Yourself: Answer. Los tres álbumes de la serie Love Yourself han vendido más de dos millones de copias cada uno en Corea del Sur. Posteriormente, Love Yourself: Tear alcanzó la certificación de plata en el Reino Unido, el tercer álbum del grupo en alcanzarlo, después de Love Yourself: Answer y Map of the Soul: Persona.
En octubre, BTS se presentó en el Estadio Rey Fahd, en Riad, y con ello se convirtió en el primer artista extranjero en ofrecer un concierto en Arabia Saudita. Para finalizar su gira Speak Yourself, la banda dio tres conciertos en el Estadio Olímpico de Seúl. De acuerdo con Billboard, el grupo recaudó más de $196 millones y reunió a un público de más de 1.6 millones de personas a lo largo de las 42 fechas de la gira, entre el 1 de noviembre de 2018 y el 31 de octubre de 2019, con lo cual se ubicó en el tercer puesto de la lista de las 40 giras más grandes de 2019, por detrás de Ed Sheeran y Pink. BTS superó comercialmente a actos de rock como Rolling Stones, Metallica, y KISS, así como a la boy band Backstreet Boys, por lo que fueron el grupo con mayores ganancias de su gira de 2019. El mismo mes, el grupo lanzó un remix de la canción «Make It Right», junto al cantante estadounidense Lauv, como el segundo sencillo del EP Map of the Soul: Persona.
En noviembre, BTS fue el primer grupo coreano en ganar en las categorías «Grupo o Dúo favorito - Pop/rock» y «Artista social favorito», en los American Music Awards, por dos años consecutivos. En diciembre, asistió a los Melon Music Awards y a los Mnet Asian Music Awards. Fue el primer grupo en la historia del K-pop en recibir todos los premios de las principales categorías en ambas ceremonias; cuatro en cada una. Al final del año, BTS se posicionó en el número 15 de la lista Top Artist de Billboard, asimismo ocupó el puesto 2 en la categoría Dúo/Grupo, solo detrás de los Jonas Brothers. También fue nombrado como el grupo Hitmaker del año por parte de la revista Variety, y fue el músico sobre el que más se tuiteó en 2019. El 31 de diciembre, BTS se presentó en Times Square, Nueva York, en el especial Dick Clark's New Year's Rockin' Eve, de la cadena ABC. Por otra parte, en los Golden Disk Awards, BTS se convirtió en el primer artista en la historia en ganar, tanto en las categorías físicas como en las digitales, en un año. Map of the Soul: Persona fue el segundo álbum en física más vendido en 2019 en Estados Unidos, superado únicamente por Lover, de Taylor Swift, y el sexto en general, en ventas totales en ese país. BTS concluyó el año 2019 como el cuarto grupo más exitoso en la lista de Billboard, Top Billboard 200 Artists, en la sección de Dúo/Grupo, detrás de Queen, Imagine Dragons y The Beatles.
Con ventas globales de 2.5 millones de unidades, Map of the Soul: Persona fue nombrado como el tercer álbum más vendido de 2019 por la IFPI, lo que convirtió a BTS en el primer artista coreano en ser incluido en la lista Global Top 10 Album por dos años consecutivos. El disco también fue el segundo álbum de una banda más vendido a nivel mundial, superado por 5x20 All the Best!! 1999–2019, de Arashi. Debido al éxito comercial y entre la crítica globalmente, la IFPI nombró al grupo como uno de los artistas con mayor número de ventas en 2019 por segundo año consecutivo; el primer artista de habla no inglesa en conseguirlo.

### 2020:Map of the Soul: 7, «Dynamite» yBe
En enero de 2020, BTS lanzó «Black Swan», el primer sencillo de su siguiente disco, junto con un art film en el que se muestra una coreografía interpretada por bailarines de la compañía de danza eslovaca MN Dance Company; el tema debutó en las posiciones 57 y 46 en la Billboard Hot 100 y en la UK Official Singles Chart respectivamente. En ese mismo mes, la banda participó en la 62.ª edición de los Premios Grammy en la presentación de «Old Town Road» con Lil Nas X, Billy Ray Cyrus y Diplo. Posteriormente, el 21 de febrero publicó su cuarto álbum de estudio, Map of the Soul: 7, que recibió elogios por parte de los críticos y tuvo un gran éxito comercial; según su distribuidor, Dreamus, se obtuvieron hasta 4.02 millones de pedidos, con los que se superó la marca anterior de 2.68 millones del EP Map of the Soul: Persona. Se vendieron más de 4.1 millones de copias tras nueve días de su lanzamiento, de modo que se estableció como el álbum más vendido en la historia de Corea del Sur y el primero en lograr la certificación «Cuádruple Millón» en la historia de la lista Gaon. Asimismo, encabezó la Billboard 200 con un total de 422 000 unidades en su semana inicial, el estreno más grande de 2020 hasta la aparición de After Hours, de The Weeknd, el 20 de marzo, y permitió al grupo tener cuatro álbumes número 1 en menos de dos años, el único desde The Beatles en 1968. También estuvo en la cima de los rankings de varios países, incluyendo Australia, Canadá, Francia, Alemania, Irlanda, Japón, Reino Unido y Estados Unidos; con ello, fue la primera banda asiática en liderar los cinco mercados de música más importantes del mundo. Map of the Soul: 7 se promocionó con la pista «On», que contó con una versión digital alternativa en colaboración con la cantante australiana Sia. La canción se ubicó en la posición 4 en la Billboard Hot 100 con 86 000 descargas, de manera que fue la tercera de BTS en estar en el top 10 de la Hot 100 y lo convirtió en el acto coreano con la mayor cantidad de entradas en esta. La gira con la que promovería los discos de la serie Map of the Soul, Map of the Soul Tour, empezaría a partir de abril; no obstante, los conciertos inaugurales de Seúl fueron cancelados debido a la pandemia de coronavirus y, finalmente, se pospuso el resto de las fechas.
En marzo, Big Hit Entertainment anunció que implementaría el proyecto «Learn Korean with BTS» a través de la aplicación Weverse, con la intención de «hacerlo fácil y divertido para los fanáticos globales que tienen dificultades para disfrutar de la música y los contenidos de BTS debido a la barrera del idioma». La idea surgió como reacción a los seguidores que pedían subtítulos en inglés para los videos del grupo; consta de treinta lecciones, cada una con una duración de tres minutos, sobre expresiones y gramática del idioma coreano utilizando material de archivo de contenido de BTS existente en V Live y YouTube, como Run BTS! y «Bangtan Bomb». Los clips se desarrollaron con la ayuda de expertos del Instituto de Contenido en Lengua Coreana y de la Universidad de Hankuk de Estudios Extranjeros. Por otro lado, en abril llegó a ser el primer artista surcoreano en vender más de 20 millones de álbumes y, por consiguiente, pasó a ser el acto con mayor número de ventas en Corea del Sur de todos los tiempos. El mismo mes, organizó un evento en línea durante dos días, titulado «Bang Bang Con», en el que compartió varios de sus conciertos pasados en su canal de Youtube; duró 24 horas y se realizó en respuesta al aplazamiento de la gira Map of the Soul Tour. Posteriormente, RM confirmó que el grupo había empezado a trabajar en un nuevo disco, pero no reveló una fecha de lanzamiento.
El 7 de junio, BTS formó parte del evento de graduación en línea «Dear Class of 2020» de YouTube, en el que además interpretó las canciones «Boy with Luv», «Spring Day» y «Mikrokosmos». Cada integrante dio su discurso de apertura, en el que destacó su propia graduación, y en conjunto ofrecieron «mensajes de esperanza e inspiración para la clase de 2020 en coreano e inglés». El mismo mes celebró un concierto en vivo en línea de 100 minutos, «Bang Bang Con: The Live», como parte del séptimo aniversario de su debut y obtuvo 756.000 espectadores simultáneos en 107 países y territorios, con los que estableció el récord de la audiencia más grande para un concierto virtual pagado. El 19 de junio, lanzó el sencillo «Stay Gold», de su cuarto álbum de estudio en japonés Map of the Soul: 7 - The Journey, que se publicó en Japón y en todo el mundo el 14 de julio. El disco debutó en la cima de la lista Oricon del país nipón y vendió más de 500.000 copias en dos días. Superó las 564.000 copias tras una semana, por lo que rompió el récord de las ventas más altas para un álbum de un artista extranjero masculino en su primera semana, que Best Selection 2010 de TVXQ ostentó por 10 años. También se convirtió en la grabación con mayor número de ventas en Japón en 2020 hasta ese momento.
La banda publicó su primer sencillo en inglés «Dynamite» el 21 de agosto junto con su video musical. Este último consiguió una nueva marca tanto para el estreno más visto de Youtube (al tener más de tres millones de espectadores) como para el video con mayor cantidad de reproducciones en las primeras 24 horas de lanzamiento. Asimismo, fue el primer clip musical de la plataforma en sobrepasar los 100 millones de visitas en menos de un día. La pista se ubicó en el número 1 en la Billboard Hot 100 de Estados Unidos con más de 260 000 ventas puras, lo suficiente para coronarse como el sencillo más vendido desde «Look What You Made Me Do» de Taylor Swift (2017). En su quinta semana de seguimiento encabezó las listas Billboard Global 200 y Global Excluyendo EE.UU, de manera que fue la primera canción en liderar ambas simultáneamente. También estuvo en las posiciones 3 y 2 en Reino Unido y Australia respectivamente, así como en el puesto ocho en la lista de radio Top 40 de Canadá, que fue la primera entrada de un grupo coreano en el top 10. El 31 de agosto, BTS hizo su debut en los MTV Video Music Awards (VMA) con la primera presentación en vivo de «Dynamite» y ganó cuatro premios: Mejor grupo, Mejor coreografía, Mejor video pop y Mejor K-pop (los últimos tres por el video musical de «On»). Mientras que en septiembre, realizó una residencia de una semana en el programa The Tonight Show Starring Jimmy Fallon en la que interpretó «Dynamite» y temas más antiguos como «Idol», «Home», «Mikrokosmos» y «Black Swan».
El 2 de octubre, BTS participó en la remezcla de la pista «Savage Love (Laxed - Siren Beat)» de Jawsh 685 y Jason Derulo; el tema estuvo en el primer lugar de la Billboard Hot 100 en tanto que su sencillo «Dynamite» permaneció en la segunda ubicación, de modo que fue el cuarto grupo (después de The Beatles, Bee Gees y OutKast) en ocupar simultáneamente los primeros dos lugares en la Hot 100. También encabezó la Billboard Global 200 y se convirtió en su segunda entrada número uno. Entre los días 10 y 11 de ese mes, organizó un concierto de pago por evento de dos días en la Arena de Gimnasia Olímpica en Seúl, llamado «Map of the Soul ON: E», que rompió su propio récord mundial para la mayor cantidad de espectadores en un concierto virtual al acumular más de 993 000 de alrededor de 191 países. Tres días después interpretó «Dynamite» en los Billboard Music Awards 2020 y ganó por cuarto año consecutivo el premio al mejor artista social. Además, en ese mes relanzó su álbum de 2014 Skool Luv Affair, que llegó al top 10 de la Billboard Rap Albums y fue su primera entrada en el ranking de ese género específico, mientras que todas las 11 pistas del disco estuvieron en la World Song Sales.
El 20 de noviembre de 2020 salió su quinto álbum de estudio en coreano Be, junto con el sencillo principal «Life Goes On», que tuvo su estreno en los American Music Awards 2020 y que alcanzó la primera posición en la Billboard Hot 100. Es así como la banda registró una serie de logros notables: su tercer número uno consecutivo en solo tres meses (lo logró más rápido que cualquier grupo desde The Beatles en 1964), la primera canción interpretada principalmente en coreano en liderar la Hot 100 y el primer grupo en la historia de la lista con dos debuts número uno. En esa semana, se anunció que BTS estaba nominado en la categoría de mejor interpretación de pop de dúo/grupo en la 63a Entrega Anual de los Premios Grammy por su canción «Dynamite», de modo que se convirtió en el primer artista de K-pop en estar nominado.

### 2021-presente

#### «Butter», «Permission to Dance» yProof
El 4 de marzo de 2021, la IFPI nombró a BTS el artista global del año de 2020, el primer acto asiático y de habla no inglesa en conseguirlo. El grupo ocupó tres lugares en la lista Global Album Sales con Map of the Soul: 7 en la primera posición, Be (Deluxe Edition) en la segunda y Map of the Soul: 7 – The Journey en la octava. Mientras que en el recién lanzado ranking Global Album All Format, Map of the Soul: 7 y Be (Deluxe Edition) se ubicaron en los números 1 y 4 respectivamente. También tuvo su primera entrada en la Global Digital Single de 2020 con «Dynamite» en el puesto 10. El 14 de marzo, BTS interpretó «Dynamite» en la 63.ª edición de los Premios Grammy, por lo que fue el primer nominado coreano en presentarse en el evento. El 24 de marzo, apareció en el programa de variedades surcoreano You Quiz on the Block; el episodio rompió el récord de audiencia del programa. El 1 de abril, BTS lanzó «Film Out» como el sencillo principal de su álbum recopilatorio en japonés BTS, the Best. El 17 de abril, casi un año después de su último concierto en línea, BTS realizó otra edición de Bang Bang Con en su canal de Youtube. El 26 de abril, el grupo reveló que publicaría en mayo su segundo sencillo en inglés «Butter».
Tras el lanzamiento de «Butter», su video musical rompió el récord del mayor estreno en Youtube de todos los tiempos, con 3.9 millones de espectadores, y se convirtió en el video más visto en 24 horas al alcanzar 108.2 millones de reproducciones. «Butter» debutó en el primer lugar en la Billboard Hot 100, por lo que fue el cuarto sencillo del grupo en el número uno de la lista en nueve meses. Esto lo convirtió tanto en el primer artista como en el primer grupo en tener cuatro canciones en el número uno en el menor tiempo desde que Justin Timberlake y the Jackson 5 lo consiguieron respectivamente. El 16 de junio de 2021, BTS publicó su sexto álbum recopilatorio, BTS, the Best. El disco vendió 572 000 copias, de manera que rompió el récord de SixTones de 467 000 copias y fue el álbum más vendido en una semana en Japón. Por otro lado, el 28 de junio «Butter» se convirtió en el sencillo de un grupo con mayores semanas en el número uno en la Hot 100, por lo que rompió el récord de 23 años de «I Don't Want to Miss a Thing» (1998) de Aerosmith. El 9 de julio, BTS lanzó su tercer sencillo en inglés, «Permission to Dance». El 19 de julio, «Permission to Dance» reemplazó a «Butter» en el primer puesto de la Hot 100 y fue el quinto número uno consecutivo del grupo en diez meses y dos semanas. Con esto, BTS llegó a ser el primer artista en acumular cinco sencillos número uno en EE.UU en el menor tiempo desde Michael Jackson, quien lo consiguió entre 1987 y 1988.
El 13 de septiembre se anunció que BTS participaría en el sencillo «My Universe» de Coldplay, que fue lanzado el día 24 del mismo mes. El sencillo debutó en el primer puesto de la lista Billboard Hot 100. El 24 de octubre, BTS realizó un concierto en vivo en línea, Permission To Dance On Stage, desde Seúl. El 23 de noviembre, «Butter» obtuvo una nominación a los Premios Grammy en la categoría Mejor interpretación de pop de dúo/grupo. Entre el 27 de noviembre y el 2 de diciembre, el grupo realizó sus primeros conciertos en vivo con público desde antes de la pandemia, en el SoFi Stadium de Los Ángeles, como continuación de su serie de conciertos de «Permission to Dance».
El 15 de enero de 2022, se lanzó un webtoon ficticio basado en BTS, titulado 7Fates: Chakho. La banda realizó tres conciertos con capacidad limitada en el Estadio Olímpico de Seúl el 10, 12 y 13 de marzo del mismo año. Quince mil personas por día asistieron a los conciertos, el número más alto aprobado por el gobierno surcoreano desde que se impusieron las restricciones por la pandemia.El 3 de abril, BTS interpretó «Butter» en la 64.ª edición de los Premios Grammy, pese a que no lograron obtener el premio por el que habían sido nominados. El 8 de abril, obtuvieron siete nominaciones a los Premios Billboard de 2022 y ganaron tres, convirtiéndose así en la banda más nominada y premiada de la historia de la ceremonia.
El 10 de enero de 2022, BTS lanzó su álbum recopilatorio Proof. El álbum incluyó tres canciones nuevas: «Run BTS», «Yet to Come» y «For Youth». El 14 de junio, durante las celebraciones de su noveno aniversario, la banda anunció una suspensión temporal de sus actividades en grupo para enfocarse en proyectos en solitario.Hybe Corporation, propietaria de Big Hit, aclaró en varios comunicados que BTS no se disolvería, sino que los miembros se concentrarían en sus carreras individuales pero seguirían con ciertas actividades de grupo, como la filmación de episodios de Run BTS. El 24 de agosto, la revista Billboard publicó que BTS daría un concierto en la ciudad de Busan el 15 de octubre para apoyar la candidatura de la ciudad a la Exposición Universal de 2030, con el nombre Yet to Come.

#### Servicio militar y renovación de contrato
Según las leyes de Corea del Sur, todos los ciudadanos hombres sanos del país deben cumplir con dieciocho a veintiún meses de servicio militar, por lo general antes de cumplir 28 años de edad. El 16 de octubre de 2022, tras el concierto de Busan, Big Hit confirmó que Jin, el integrante de mayor edad, había retirado su solicitud para aplazar su enlistamiento. También se anunció que el resto de los integrantes se enlistaría más tarde, con el objetivo de regresar como grupo en 2025. A finales de octubre, BTS obtuvo cinco nominaciones para los Premios MAMA como grupo y ocho más como solistas. El 15 de noviembre, BTS logró tres nominaciones a la 65.ª edición de los Premios Grammy, incluida una al mejor video musical para «Yet to Come». «My Universe» fue nominada en la categoría de mejor interpretación de pop de dúo/grupo, lo que convirtió a BTS en la única banda en ser nominada tres años seguidos a esta categoría desde su introducción en 2011. También fueron nominados en la categoría de álbum del año por su participación en Music of the Spheres, de Coldplay. Jin se enlistó como soldado activo el 13 de diciembre. El 26 de febrero de 2023, Big Hit Music anunció que J-Hope había comenzado el proceso para su enlistamiento al servicio militar.
El 1 de febrero de 2023 se estrenó en cines la película del concierto BTS 'Yet to Come' in Busan. Durante un viaje a España, RM comentó a la agencia de noticias EFE que BTS «regresará de nuevo cuando hayamos terminado nuestro servicio militar y buscaremos nuevas sinergias entre nosotros para entrar a una segunda fase». Bang Si-hyuk, presidente de Hybe, declaró el 15 de marzo de 2023 que era difícil establecer una fecha precisa para el regreso de la banda, y que aún no habían arreglado la renovación de su contrato. J-Hope se enlistó como soldado activo el 18 de abril. El 12 de mayo, BTS lanzó una banda sonora, «The Planet», para la serie animada Bastions. Para conmemorar su décimo aniversario, el grupo lanzó la canción «Take Two» el 9 de junio.
El 20 de septiembre de 2023, Hybe confirmó que todos los integrantes de BTS renovarían sus contratos exclusivos. Cada uno firmará los acuerdos por separado, teniendo en cuenta su servicio militar. Además, Big Hit Music anunció una donación de mil millones de wones al Comité Coreano para UNICEF en nombre de BTS y sus fans, conocidos como ARMY. La contribución es parte de la campaña Love Myself, lanzada en noviembre de 2017. El 22 de septiembre de 2023, Suga comenzó su servicio como trabajador social.
El 22 de noviembre, se anunció que RM, Jimin, V y Jungkook habían retirado su solicitud de aplazamiento y pronto comenzarían su servicio militar. RM y V se enlistaron el 11 de diciembre, mientras que Jimin y Jungkook hicieron lo propio al día siguiente.

## Arte

### Influencias
BTS ha citado a Seo Taiji and Boys, Nas, Eminem, Kanye West, Drake y Danger como inspiraciones musicales.También han citado a Queen como una influencia, y Suga dijo que "creció viendo videos de Live Aid". Durante su concierto en el estadio de Wembley en Londres, Jin rindió homenaje a Queen liderando a la multitud en una versión del canto "ay-oh" de Freddie Mercury del concierto Live Aid de la banda. 
Además de las inspiraciones musicales, BTS también ha empleado medios literarios, psicológicos, artísticos y filosóficos para crear su material discográfico. Su segundo álbum de estudio, Wings, estuvo influenciado por la novela de aprendizaje Demian de Hermann Hesse. En tanto que la canción «Blood Sweat & Tears» tuvo referencias de pasajes de Así habló Zaratustra de Friedrich Nietzsche; las pinturas: El lamento por Ícaro de Herbert James Draper, Paisaje con la caída de Ícaro y Caída de los ángeles rebeldes de Pieter Bruegel también fueron incluidas en el vídeo musical del tema, en tanto que el vídeo de «Spring Day» contenía alusiones líricas y visuales al cuento Los que se alejan de Omelas de Ursula Le Guin. Por otro lado, la serie Love Yourself tuvo como base el libro El arte de amar de Erich Fromm, mientras que para la creación de la canción «Magic Shop», del álbum Love Yourself: Tear, el grupo usó el libro Into the Magic Shop de James Doty.
Su EP Map of the Soul: Persona toma el nombre del libro El mapa del alma según Jung de Murray Stein.

### Estilo musical y letras
BTS escribe y produce la mayoría de sus canciones, lo cual ha sido señalado por algunos medios como la clave de su éxito. Desde su debut, el grupo ha sido elogiado por «hablar honestamente sobre temas que consideran importantes, incluso en una sociedad conservadora»; sus primeros trabajos estuvieron influenciados por el old school hip hop, como se ve en los temas «No More Dream» y «N.O.», en gran medida debido a que RM y Suga habían sido raperos underground, así como por su productor Pdogg. Estas canciones formaron parte de las dos primeras entregas de su serie «trilogía de la escuela» —2 Cool 4 Skool (2013), O!RUL8,2? (2013), y Skool Luv Affair (2014)— que exploró «los problemas y ansiedades de la juventud que está en la escuela», y cuya principal motivación para su creación fue la experiencia de cada miembro en el sistema educativo surcoreano, por lo que en sus letras la banda abogó por un cambio en este y en las expectativas de la sociedad. Posteriormente implementó géneros como el R&B y el rock en el disco final de este proyecto, Skool Luv Affair, y con su primer álbum de estudio, Dark & Wild.
Para 2015, BTS alcanzó una mayor popularidad con el inicio de la serie The Most Beautiful Moment in Life y desde entonces ha captado la atención de la prensa por su música y sus presentaciones, no solo en Corea del Sur, sino también en todo el mundo. Sobre la primera parte, Billboard dijo que «marca un momento más suave para la banda, que ha rebajado la intensidad (...) de los sencillos anteriores "Boy In Luv" y "War of Hormone" por un enfoque más melódico que aún así mantiene su característico rap mordaz en cada canción». En tanto que con la segunda entrega, el grupo demostró que «no tiene miedo de abordar temas que la mayoría de actos K-pop evaden», tales como la soledad y la depresión, además de ser elogiado por utilizar metáforas para transmitir un gran variedad de emociones en temas como «Autumn Leaves» y «Whalien 52», y por la sinceridad de las canciones «Never Mind» y «House of Cards», en las que aborda la presión y las preocupaciones de ser joven y exitoso. A pesar de que BTS ha recibido elogios por las letras de sus canciones, en 2016 enfrentó críticas por contenidos misóginos en el tema «War of Hormone», del álbum Dark & Wild, y «Converse High», del EP The Most Beautiful Moment in Life, Part 1. Ante estas acusaciones, la compañía ofreció un comunicado en el que se disculpó por la incomodidad que pudo haber causado tanto a los fanáticos como a la sociedad, afirmando que tomaría en consideración el criticismo para los trabajos futuros del grupo.
Por otro lado, los temas «Dope» y «Silver Spoon», incluidos en el álbum recopilatorio The Most Beautiful Moment in Life: Young Forever, han sido señalados como muestras de los temas más políticos en el repertorio de la banda, ya que hacen alusión a la disparidad generacional y al abandono de los millenials por las relaciones romáticas, la vida social, el matrimonio y los hijos, así como a la imposibilidad de encontrar empleo y vivienda debido a las dificultades económicas y los males sociales, mientras enfrentan las críticas de los medios de comunicación y de las generaciones mayores. En general, con este proyecto el grupo «abordó temas que la gran mayoría de los jóvenes experimenta, pero que pocos músicos pop articulan adecuadamente: la salud mental y el deseo de ser aceptado en la sociedad», en tanto que musicalmente incorporó sonidos orquestales y elementos EDM.
Con su siguiente lanzamiento, Wings, BTS empleó una amplia variedad de géneros en los solos de cada miembro; neo soul en «Stigma» de V, gospel en «Mama» de J-Hope, y piano-rap en «First Love» de Suga, e hizo menciones a temas como la tentación, la salud mental y el empoderamiento femenino. Otras pistas, tanto del disco como de su reedición You Never Walk Alone, tratan temas sociales: «Am I Wrong» cuestiona la apatía social ante el estado actual del mundo, las letras «Todos somos perros y cerdos / nos enfadamos y nos convertimos en un animal» son una referencia a las declaraciones de un oficial del Ministerio de Educación surcoreano, Na Hyang-wook, sobre el establecimiento de un sistema de castas en el país, describiendo a las personas promedio como perros y cerdos. Asimismo, el tema «Not Today» es un himno antisistema con mensajes que abogan por las minorías, y «Spring Day» conmemora a las víctimas de la tragedia del Ferry Sewol.
Con su segunda serie de álbumes, denominada Love Yourself, la banda experimentó con el future bass, latin pop, y jazz hip hop, al igual que con un concepto narrativo para ilustrar la emoción del amor, el dolor tras una separación y la comprensión del amor propio. Comenzó con el EP Love Yourself: Her (2017), del cual destacan los temas «Go Go» y «Pied Piper» por sus críticas al vacío del materialismo y a la obsesión de los fanáticos. Continúo en 2018 con el álbum Love Yourself: Tear y finalizó con el álbum recopilatorio Love Yourself: Answer, que fue catalogado como un «magnum opus de BTS que pocos artistas o boy bands pueden esperar alcanzar».
A partir de 2019 el grupo comenzó su tercer proyecto, Map of the Soul, con la publicación del EP Map of the Soul: Persona. Este ha sido descrito como un «viaje de autodescubrimiento», influenciado por la teoría de la psique humana de Carl Jung, y cuyo concepto ha sido elogiado por introducir los trabajos e ideas de Jung a una audiencia joven que «de otra manera nunca habría escuchado sobre él o habría prestado atención a lo que tiene para ofrecer».
Desde sus inicios, BTS se ha enfocado en que la generación joven se vea reflejada en su música al contar sus propias historias y experiencias. Es así como en una carta dirigida al grupo, el presidente de Corea del Sur, Moon Jae-in, reconoció la sinceridad e inclusión de la diversidad como las claves para su éxito, al escribir que «cada uno de los siete miembros canta de manera que se mantiene fiel a sí mismo y la vida que quiere vivir. Sus melodías y letras trascienden los límites regionales, idiomas, culturas e instituciones». De igual forma, Teen Vogue afirmó que «BTS se esfuerza por crear música y actuaciones auténticas y de calidad que valen más que los prejuicios en contra de las boy bands». 

## Impacto cultural y legado

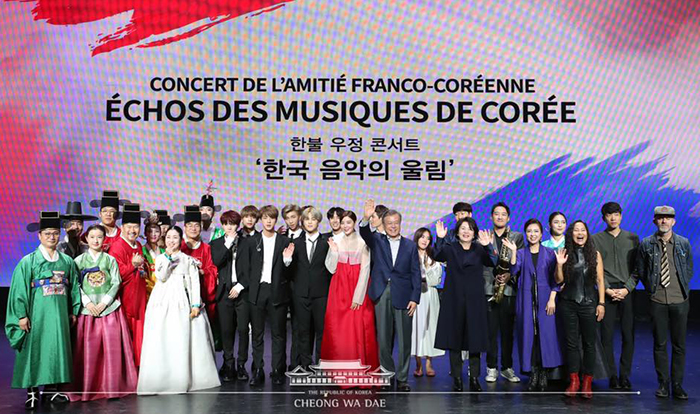
BTS junto al presidente Moon Jae-in en el Concierto de Amistad Francia-Corea, celebrado el 14 de octubre de 2018 en París.

BTS ha sido considerada la «boy band más grande del mundo», además de recibir otros apodos y descripciones por diversos medios, entre ellos «Príncipes del Pop» por la revista Time y «el artista de K-pop más grande y exitoso del mundo» que puede «hacer cosas que ningún otro en su género» por Forbes. El Vicepresidente Sénior de Billboard Silvio Pietroluongo mencionó que BTS es comparable con The Beatles y The Monkees y tan influyente como ellos. Similarmente, la Vicepresidenta de Nielsen Music Helena Kosinski dijo que «aunque no fue el primero en abrir las puertas del K-pop a nivel mundial, fue el primero en alcanzar la popularidad. No atraen únicamente a los jóvenes sino también a grupos demográficos de 50 y 60 años».
Debido a su influencia, en 2018 el grupo dio un discurso en la 73.ª Asamblea General de las Naciones Unidas y se presentó en el «Concierto de Amistad Francia-Corea: Los ecos de la música coreana» en París frente a 400 oficiales, entre ellos el presidente surcoreano Moon Jae-in. En ese mismo año, a pesar de que las medallas culturales se concedían tradicionalmente a personas con más de 15 años de logros destacados, el presidente de Corea del Sur les concedió a los integrantes de BTS la Orden al Mérito Cultural por su papel en la expansión de la cultura y el idioma coreano. En septiembre de 2019, el presidente Moon Jae-in incluyó a BTS entre sus «tres principales estrategias de innovación para la industria de contenidos» y mencionó que ha sido un pionero en modelos de negocio innovadores para comunicarse directamente con los fanáticos. En 2020 recibieron el premio James A. Van Fleet en reconocimiento a sus contribuciones destacadas en la promoción de las relaciones entre Estados Unidos y Corea del Sur, por lo que fueron los más jóvenes y los únicos músicos en la historia de la organización The Korea Society en obtenerlo. El 21 de julio de 2021, el presidente Moon Jae-in designó a BTS como Enviado Presidencial Especial para las Generaciones Futuras y la Cultura. Con el nombramiento busca «crear conciencia sobre agendas globales, como el desarrollo sostenible, en las generaciones futuras y fortalecer el poder diplomático de la nación en el mundo». Por ello, el grupo representó a Corea del Sur en la 76.ª Asamblea General de las Naciones Unidas.

## Miembros
- Jin (진) – vocalista, bailarín[435]
- Suga (슈가) – rapero, bailarín[436]
- J-Hope (제이홉) – rapero, bailarín[437]
- RM – líder, rapero, bailarín[438]
- Jimin (지민) – vocalista, bailarín [439]
- V (뷔) – vocalista, bailarín[440]
- Jungkook (정국) – vocalista, bailarín [441]

## Discografía
Álbumes de estudio
- 2014: Dark & Wild
- 2014: Wake Up
- 2016: Youth
- 2016: Wings
- 2018: Face Yourself
- 2018: Love Yourself: Tear
- 2020: Map of the Soul: 7
- 2020: Map of the Soul: 7 -The Journey-
- 2020: Be

## Giras musicales
- 2014-2015: The Red Bullet Tour
- 2015: Wake Up: Open Your Eyes Japan Tour
- 2015-2016: The Most Beautiful Moment in Life On Stage
- 2017: The Wings Tour
- 2018-2019: Love Yourself World Tour
- Map of the Soul Tour
- 2021: Permission to Dance on Stage